# Willy Berking
Willy Berking (Düsseldorf, 22 juni 1910 - Frankfurt am Main, 21 mei 1979) was een Duitse jazztrombonist, bigbandleider, componist en arrangeur.

## Biografie
Willy Berking studeerde piano en compositie in Düsseldorf en, later, in Berlijn, waar hij op zijn achttiende zijn eerste bigband oprichtte. Hij wilde jazz en, vooral swing spelen, maar de nationaalsocialisten keurden de jazz af. Berking bleef zijn stijl, een swingorkest naar Amerikaans voorbeeld, trouw en bracht zijn muziek als Duitse dansmuziek, met Duitse titels en Duitse teksten, zoals het in 1943 opgenomen (en zelf gecomponeerde) bigband-nummer Kein Problem.
Als trombonist toerde hij in de jaren dertig met verschillende dans- en amusementsorkesten, zoals de "Goldenen Sieben" en het "Telefunken-Swing-Orchester" onder leiding van Heinz Wehner (waarmee hij in 1934 in Berlijn speelde). In 1937 speelde hij met The Lanigiros en in 1938 leidde hij een studio-orkest van de platenfirma Imperial. Onder de titel "Berking-Spitzenserie" nam hij hiervoor in de oorlog verschillende, zelf geschreven nummers op die beïnvloed waren door de hot jazz, zoals Rhythmus!. Hij nam ook op met Adalbert Lutter, Michael Jary en Hans Rehmstedtf en tevens was hij actief in de propaganda-bigband Charlie and His Orchestra. Voor zijn studio-opnamen kon Berking vaak een beroep doen op zanger Rudi Schuricke, die in die jaren voor veel swingorkesten zong.
Na de Tweede Wereldoorlog nam hij, in 1946, de leiding van het nieuwe dansorkest van Radio Frankfurt, later heette dit orkest het Große Tanz- und Unterhaltungsorchester des Hessischen Rundfunks. Met dit orkest beleefde Berking in de jaren 50 zijn grootste successen. Hij schreef schlagers en instrumentale nummers als Mixed Pickles en Trumpet Jump, alsook de suite Brasiliana. Zijn composities werden door de grote namen van die tijd gezongen. In 1957 kreeg hij een gouden plaat. Berking werd landelijk bekend door de tv-show EWG met Hans-Joachim Kulenkampff.
Na een hartinfarct in 1972 moest Berking de leiding van het orkest uit handen geven, zijn opvolger werd Heinz Schönberger. Berking overleed in 1979 aan de gevolgen van kanker.
In Frankfurt is in de wijk Praunheim naar Berking een straat vernoemd, de "Willy-Berking-Straße".

## Arrangementen en opnames (selectie)
- Pardon, ich habe mich verspätet, 1939 (L. Brühne)
- Señor und Señorita, 1940 (Peter Kreuder/Hans Fritz Beckmann)
- Für eine Nacht voller Seligkeit, 1940 – (Peter Kreuder/Günther Schwenn)
- Die Männer sind schon die Liebe wert!, 1940 (Adolf Steimel/Ralph Maria Siegel)
- Liebling, was wird nun aus uns beiden?, 1941 (Schröder/Hans Fritz Beckmann)
- Abendsonne, 1943 – (L. Templin)
- Hörst Du das Meer, 1943 (S. von Stollberg)
- Heute Abend woll'n wir bummeln geh'n, 1943 (Franz Kleindin)
- Ein Stern ist vom Himmel gefallen, 1943 (Peter Kreuder)
- Hallo Fräulein, uit de film "Ein Mann mit Grundsätzen“, April 1943, (Michael Jary), Imperial 17423 (matrix KC29495)